# Jezioro fiordowe
Jezioro fiordowe – rodzaj jeziora powstałego w przegłębieniu egzaracyjnym w górnej części doliny lodowcowej.